# ゴウダソウ

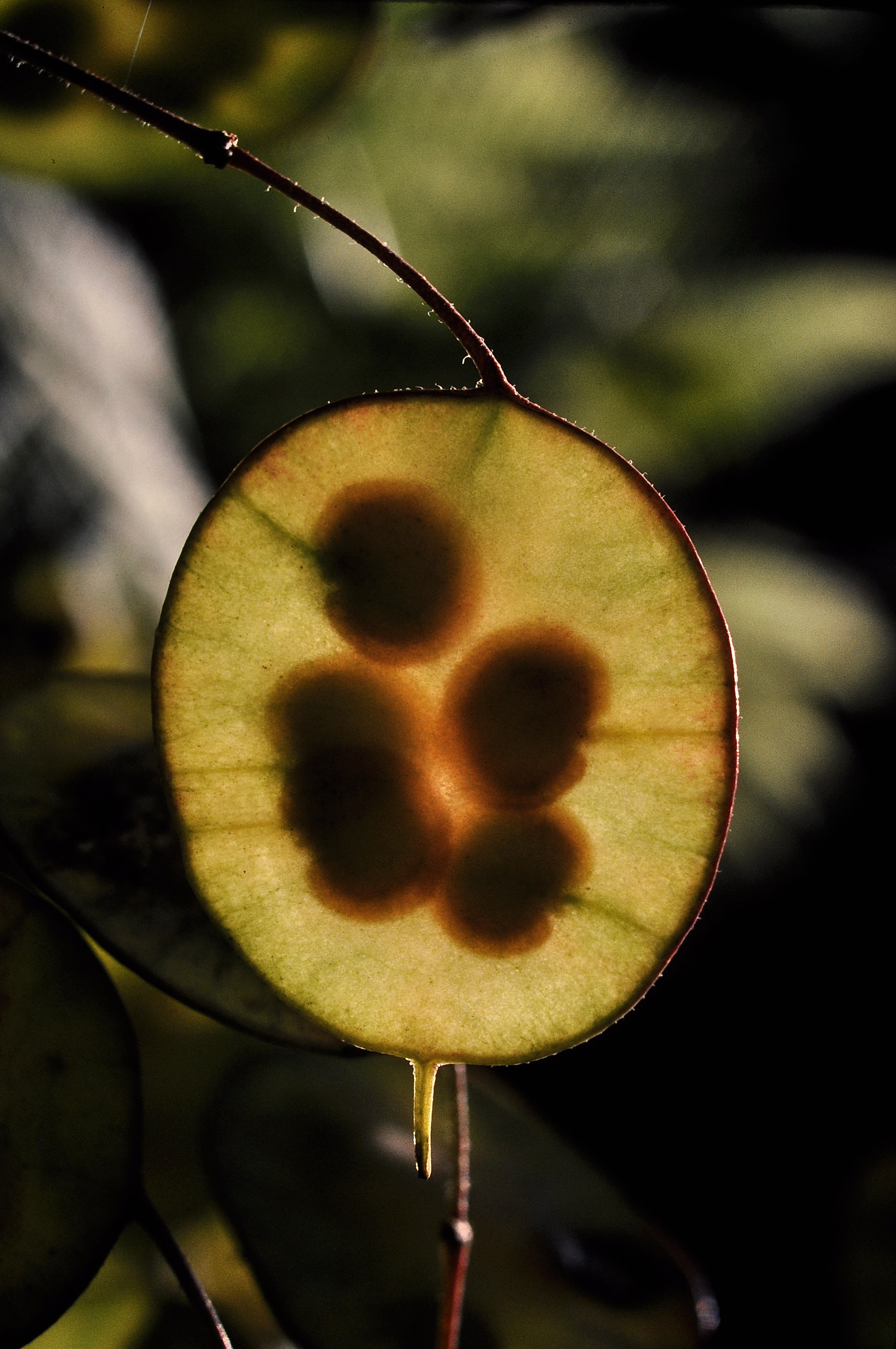
ゴウダソウの果実

ゴウダソウ（合田草、学名：Lunaria annua）は、アブラナ科ゴウダソウ属の植物。別名はルナリア、ギンセンソウ、ギンカソウ。
カール・フォン・リンネの著書『植物の種』（1753年）に記載された植物の一つでもある。

## 特徴
越年生の植物である。一年生植物ないし二年生植物にして、宿根草でもある。全体に荒い毛が生える。
茎は直立で、高さは30-100センチメートルになる。日本では東京都以南の暖地で30センチメートル程度、東北地方で60 - 90センチメートルになる。
葉は卵型で歯牙縁となり、下部の葉は長い柄を持つ。上部の葉は無柄で、両面に白い伏毛が生える。互生葉序をとる。
花は4月から6月にかけて咲き、総状花序となる。通常、色は紅紫色であるが、白色・青色になる個体もある。花弁は4枚で1.5-2.5センチメートルである。夜間に芳香がある。萼（がく）は通常紫色を帯びる。
果実は2 - 7センチメートルで楕円形から円形をしている。扁平な果実であり、熟すと果皮が剥がれ、薄いうちわ形の隔壁だけが残る。未熟な果実の果皮に脈はなく、中にある5 - 7個の種子が透けて見える。

## 種名
属名のLunariaはラテン語で月を意味するlunaに由来し、果実の形状を月に例えたものである。また、種小名のannuaは一年生であることを意味する。栽培品種としては、ルナリアと呼ばれることが多い。
和名のゴウダソウ（合田草）は、1901年（明治34年）にフランスから日本に本種の種子を持ち込んだ東京美術学校（現・東京芸術大学）教授の合田清に由来する。別名のギンセンソウ（銀扇草）・ギンカソウ（銀貨草）は、どちらも果実の形状にちなんでいる。ギンセンソウは果実が薄く銀色に輝いて見える様子を銀の扇に見立てたことから、ギンカソウは銀貨を連想させることからの命名である。ギンセンソウの名やギンカソウの名の方が一般に浸透している、とする文献もある。
なお、「金のなる木」と俗称されることもある。

## 分布
原産地はヨーロッパで、イタリアからバルカン半島に自生する。荒地や低木の多い土地、垣根沿いなどで見られる。日照時間が長く、温暖で雨量の少なく乾燥した土壌（地中海性気候）を好む。1570年にイギリスに入り、honestyの英名を与えられている。栽培種が野生化し、北アメリカにも分布する。日本でも栽培種の一部が逸出し、帰化植物として道端などに生育する。

## 利用
観賞用植物として栽培され、花壇への植栽、切り花に利用される。本種は19世紀から果実をドライフラワーとして利用され、独特の形状から愛好の対象となっている。果実の付いた枝から果皮と種子を取って半透明の隔壁だけを残し、白く晒したものを「晒しルナリア」と呼び、生け花花材やドライフラワーとして用いられる。これは「こばんそう」とも呼ばれる。
ドライフラワーは装飾に用いられる。斑入りの葉の品種は観葉植物に利用される。1960年代の日本ではドライフラワーはあまり利用されず生花が中心であったが、アメリカ合衆国では生花とドライフラワーが共に流通し、ドライフラワー専門店もあった。

## 栽培
日本には明治初期に渡来し、観賞用に寒冷地、特に北海道から東北地方にかけて栽培される。耐寒性には優れる一方、夏季の高温多湿に弱く、この季節の定植・移植は避けるべきである。
播種は春または秋に行い、発芽から8 - 12週間経過した株が5℃程度の低温にさらされる、すなわち春化が開花の条件となる。そのため、春化を行わないと春に播種しても開花しない。春化を感知するのは一般に植物の芽の頂端部の分裂組織であるが、本種の場合は分裂中の柔組織でもよい。また、発芽から4 - 6週間の若い個体を低温にさらしても反応はない。栽培に際しては、害虫のアカダニ、アオムシやヨトウガに注意が必要である。
ハーディネスゾーンは8から10。